# دو وی (هنرپیشه)
دو وَی (انگلیسی: Dou Wei؛ زادهٔ ۱۴ اکتبر ۱۹۶۹) خواننده، ترانه‌سرا، موسیقی‌دان، آهنگساز، شاعر اهل چین است.
از فیلم‌ها یا مجموعه‌های تلویزیونی که وی در آن‌ها نقش داشته است، می‌توان به اژدها اشاره نمود.